# Corps Rhaetia Innsbruck zu Augsburg
Das Corps Rhaetia ist eine schlagende und farbentragende Studentenverbindung im Kösener Senioren-Convents-Verband. Am 30. Dezember 1859 gestiftet, ist es die älteste heute noch bestehende Korporation, die an der Leopold-Franzens-Universität Innsbruck gegründet wurde. Seit der Rekonstitution im Wintersemester 2002 ist Rhaetia in Augsburg ansässig.

## Geschichte
Am 30. Dezember 1859 stifteten Studenten der Leopold-Franzens-Universität das Corps Rhaetia, das 1862 mit dem Corps Athesia Innsbruck einen Senioren-Convent bildete. Später kam das Corps Gothia Innsbruck hinzu. Die ersten Schlägermensuren wurden von Rhaetiern in München und Göttingen als Waffenbeleger bei den dortigen Corps gefochten. Die erste Mensur auf Innsbrucker Boden wurde 1862 ausgetragen. Sie war die Contrahage eines Rhaetierfuchsen mit einem Prager Franken, der sich auf Durchreise mit Schlägern im Koffer befand und auf Ramscherei aus war. 1863 übernahm Rhaetia die Tradition des suspendierten Innsbrucker Corps Chinesia. 1865 feierten die drei Innsbrucker Corps den ersten gemeinsamen Kommers, auf dem der Tiroler Dichter Adolf Pichler die Festrede hielt.

### Beitritt zum KSCV

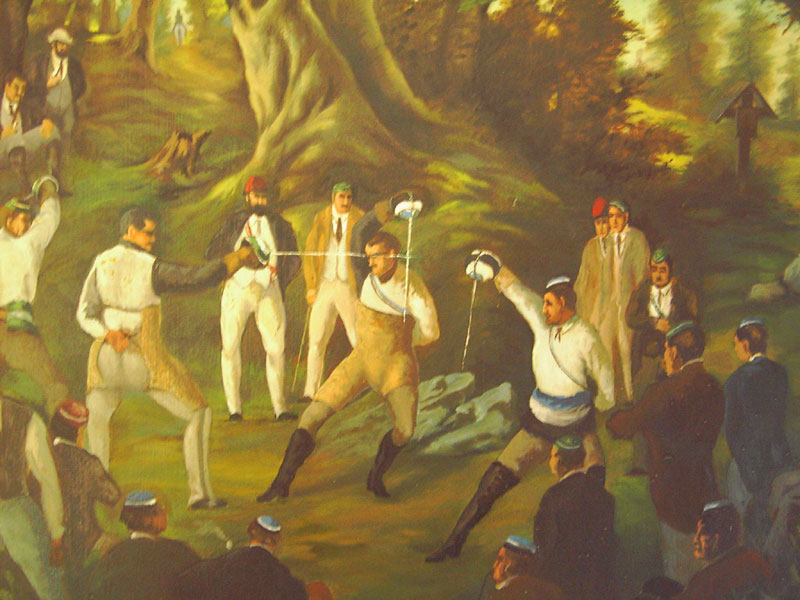
Mensur zwischen einem „Etscher“ (Athesia) und einem Rhaetier (1863)

Im Gegensatz zum Corps Gothia Innsbruck und zum Corps Athesia blieb Rhaetia dem Kösener SC-Verband um die Jahrhundertwende vorerst fern. Das suspendierte Corps Chinesia wurde mit dem neuen Namen Chattia im Jahre 1914 von Rhaetia als Traditionscorps übernommen. Dessen Band kann seither verdienten Rhaetiern verliehen werden. 1919 wurde das Corps in den Kösener Senioren-Convents-Verband aufgenommen, wofür sich besonders Alfred Wieser und Gustav Gotthilf Winkel eingesetzt hatten. In der Zeit nach dem Ersten Weltkrieg kämpften mehrere Corpsmitglieder im Freikorps Oberland in Oberschlesien, unter ihnen Ernst Rüdiger Starhemberg. Dem exilierten Corps Austria aus Prag konnte 1919 für ein Semester Gastrecht gewährt werden, bevor es nach Frankfurt am Main übersiedelte. Rhaetia war ähnlich wie die anderen Innsbrucker Corps von vielen „reichsdeutschen“ Mitgliedern geprägt, vor allem durch Doppelmitgliedschaften mit Corps des blauen Kreises. Im Gegensatz zu den beiden anderen Innsbrucker Corps unterhielt Rhaetia nach dem Anschluss Österreichs keine Beziehung zu einer Kameradschaft. Das Corps wurde als Ganzes aufgelöst.

### Nachkriegszeit
1951 konnte Rhaetia mithilfe von Kölner Friesen und Münchner Isaren rekonstituiert werden. Die ersten beiden Jahrzehnte liefen gut bis in die 1970er Jahre. Ende der 1980er Jahre musste aus Aktivenmangel wieder suspendiert werden.
Als bisher einziges Kösener Corps in Österreich verlegte Rhaetia den aktiven Betrieb nach Deutschland. Sie rekonstituierte 2002 an der Universität Augsburg und erhielt 2003 die Rechte eines Senioren-Convents.
Seitdem bildet Rhaetia als einziges Corps den Augsburger Senioren-Convent. In Fechtangelegenheiten ist es an den Münchner Senioren-Convent angegliedert.

## Mitglieder
In alphabetischer Reihenfolge
- Johann Baptist Biedermann (1844–1923), „Bauernadvokat“ und Vorarlberger Mundartdichter
- Hans Georg Bilgeri (1898–1949), Jurist und SS-Führer
- Jürgen Brickmann (* 1939), Physiker
- Josef Daimer (1845–1909), Mediziner, Gemeindearzt in Tirol, Pionier des Alpinismus im Tauferer Ahrntal
- Karl Deutsch (1859–1923), Apotheker und Tiroler Mundartdichter
- Ludwig Draxler (1896–1972), Rechtsanwalt, Politiker, österreichischer Finanzminister 1935–1936
- August von Druffel (1841–1891), Historiker, a.o. Univ.-Professor, Stifter des Corps
- Viktor von Ebner-Rofenstein (1842–1925), Histologe, Univ.-Professor
- Arthur von Enzenberg (1841–1925), Verwaltungsjurist und Numismatiker
- Jakob Fellin (1869–1951), Direktor der Universitätsbibliothek Graz
- Emil Guntermann (1839–1918), österreichischer Advokat, Mitglied des Böhmischen Landtags
- Hermann Hämmerle (1897–1981), Jurist, Richter, Univ.-Professor
- Johann Max Hinterwaldner (1844–1912), Pädagoge
- Ludwig Hörmann von Hörbach (1837–1924), Bibliothekar, Direktor der Universitätsbibliothek Innsbruck, Schriftsteller
- Guido Jakoncig (1895–1972), Rechtsanwalt, Politiker, österreichischer Handelsminister 1932–1933
- Hermann Klotz (1845–1899), Gynäkologe, a.o. Univ.-Professor
- Matthias Konrath (1843–1925), Anglist und Hochschullehrer, Univ.-Professor
- Franz Josef Lang (1894–1975), Pathologe, Univ.-Professor
- Johann Georg Obrist (1843–1901), Philologe, Redakteur, Dichter
- Leopold Pfaundler von Hadermur (1839–1920), Physiker, Univ.-Professor
- Norbert Pfretzschner (1850–1927), Schriftsteller und Bildhauer
- Otto Schmidt (1842–1910), Richter, MdHdA, MdR
- Friedrich Siebenrock (1853–1925), Zoologe
- Ernst Rüdiger Starhemberg (1899–1956), Heimwehrführer, österreichischer Vizekanzler 1934–1936, Corpsschleifenträger 1919, später ausgeschieden
- Paul Steinlechner (1841–1920), Jurist, Univ.-Professor, Rektor der Universität Innsbruck
- Hans Stiff (1927–2016), Journalist und Zeitungsverleger
- Friedrich Stolz (1850–1915), Indogermanist, Univ.-Professor
- Otto Stolz (1842–1905), Mathematiker, Univ.-Professor
- Robert Graf von Terlago (1842–1927), Reichsratsabgeordneter, Mitglied des österreichischen Reichsrats
- Ferdinand Thürmer (1900–1981), Klavierbauer, Rundfunkintendant und Versicherungskaufmann
- Josef Tschan (1844–1908), Rechtsanwalt, Abgeordneter im Böhmischen Landtag und im Österreichischen Reichsrat
- Albert Wildauer (1841–1915), Abt des Klosters Fiecht
- Gustav Gotthilf Winkel (1857–1937), Jurist, Geh. Regierungsrat
- Alexander Zenzes (1898–1980), Fliegerass im Ersten Weltkrieg